# Janez Pate
‎
Janez »Jani« Pate, slovenski nogometaš in trener, * 6. oktober 1965, Ljubljana.

## Kariera
Igral je na položaju ofenzivnega vezista. 

### Igralska kariera
Pate je bil dolgoletni nogometaš Olimpije, za katero je igral med letoma 1982 in 1991.
Bil je državni reprezentant, na tekmah za slovensko reprezentanco je nastopil šestkrat in zabil tri gole.

### Trenerska kariera
Bil je trener mladinskih selekcij nogometnega kluba Alfa (treniral je ekipo U-12 in U-14) medtem, ko je kot kapetan igral za Bežigrad Olimpijo. Po odhodu trenerja Primoža Glihe je prevzel mesto trenerja in Olimpijo popeljal v drugo slovensko ligo. Kasneje je ekipo vodil skupaj z Danilom Popivodo.